# 佐藤ローラ
佐藤 ローラ（さとう ローラ、1988年2月14日 - ）は、日本の元AV女優。

## 略歴・人物
- 2006年10月にデビュー。アリスJAPANとマックス・エーから交互にリリース。
- 2007年11月9日　引退宣言。
- BELLTECH PRODUCTIONに所属していた。
- 趣味：カラオケ。特技：バレーボール、料理。

## 作品

### アダルトビデオ
2006年
- 純情ハードコア（10月27日、アリスJAPAN）
- いとしのローラ（11月29日、マックス・エー）
- えっちの学習ドリル（12月28日、アリスJAPAN）

2007年
- MAX GIRLS よくばり大回転（1月16日、マックス・エー）他出演:柚木ティナ、藤森ねね、北原多香子、恋小夜、小栗杏菜
- ローラのお仕事（1月23日、マックス・エー）
- 初ぴったりモザイク（2月23日、アリスJAPAN）
- 口内感染（3月30日、マックス・エー）
- 超カメラ目線主義（4月27日、アリスJAPAN）
- UREKKO（5月25日、マックス・エー）
- とろけるくらいにエッチしよ（6月15日、アリスJAPAN）
- MAX GIRLS 特大号（7月13日、マックス・エー）他出演:柚木ティナ、北原多香子、恋小夜、原更紗、長瀬茜、灘坂舞
- 艶尻 （7月27日、マックス・エー）
- 初イカせ!超極限絶頂!（8月31日、アリスJAPAN）
- MAX GIRLS 過激に可憐にヌレまくり!!（9月14日、マックス・エー）他出演:北原多香子、原更紗、小泉梨菜、灘坂舞、ほしのみゆ、長瀬茜、キヨミジュン
- 制服狩り（9月28日、マックス・エー）
- ぼくの美尻ペット（10月26日、アリスJAPAN）
- 240分間濃厚セックス（11月23日、アリスJAPAN）
- MAX-A Anniversary VIII（12月7日、マックス・エー）他出演:Rio、北原多香子、美上セリ、灘坂舞、橘くらら他

2008年
- アリスピンクファイル 佐藤ローラ（1月11日、アリスJAPAN）

2009年
- 緊張丸出しデビューFUCK8時間（4月10日、アリスJAPAN）他多数出演